# Goodyear MPP

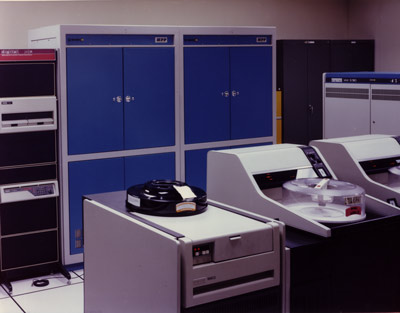
Goodyear MPP в Центре космических полётов имени Годдарда, 1980-е годы

Goodyear Massively Parallel Processor (сокр. MPP) — суперкомпьютер с массово-параллельной архитектурой, созданный американской компанией Goodyear Aerospace для Центра космических полётов имени Годдарда в НАСА. Разработан для обеспечения огромной вычислительной мощности при меньших затратах, чем другие существующие архитектуры суперкомпьютеров, с использованием тысяч простых элементов обработки, а не одного или нескольких очень сложных процессоров. Разработка велась примерно с 1979 года; запущен в 1983 году, и эксплуатировался в основном с 1985 по 1991 годы.
Основан на идеях, использованных ранее в STARAN, компьютере с 1-разрядным процессорным элементом (англ. processing element, PE), работая на принципе SIMD.
Впоследствии был передан в дар Смитсоновскому институту и сейчас находится в коллекции Центра Стивена Удвара-Хази Национального музея авиации и космонавтики США. В Центре космических полётов имени Годдарда этот суперкомпьютер сменили массово параллельные компьютеры MasPar MP-1 и Cray T3D.

## Эксплуатация
Предназначался для высокоскоростного анализа космических изображений, полученных с искусственных спутников Земли. В ранних испытаниях было возможно выделить и разделить различные области на снимках Landsat за 18 секунд, по сравнению с 7 часами на компьютере VAX-11/780 (англ.).